# Sialkot (Distrikt)
Der Distrikt Sialkot ist ein Verwaltungsdistrikt in Pakistan in der Provinz Punjab. Sitz der Distriktverwaltung ist die gleichnamige Stadt Sialkot.
Der Distrikt hat eine Fläche von 3016 km² und nach der Volkszählung von 2017 3.893.672 Einwohner. Die Bevölkerungsdichte beträgt 1291 Einwohner/km². Im Distrikt wird zur Mehrheit die Sprache Panjabi gesprochen.

## Lage
Der Distrikt befindet sich im Norden der Provinz Punjab (Pakistan) und grenzt an die umstrittene Region Kaschmir.

## Demografie
Zwischen 1998 und 2017 wuchs die Bevölkerung um jährlich 1,89 %. Von der Bevölkerung leben ca. 52 % in städtischen Regionen und ca. 48 % in ländlichen Regionen. In 574.143  Haushalten leben 1.921.643 Männer, 1.971.746 Frauen und 283 Transgender, woraus sich ein Geschlechterverhältnis von 97,5 Männer pro 100 Frauen ergibt und damit einen für Pakistan seltenen Frauenüberschuss. Die Alphabetisierungsrate in den Jahren 2014/15 bei der Bevölkerung über 10 Jahren liegt bei 77 % (Frauen: 75 %, Männer: 81 %) und damit über dem Durchschnitt der Provinz Punjab von 63 %.
| Jahr | Einwohnerzahl |
| ---- | ------------- |
| 1972 | 1.509.424     |
| 1981 | 1.802.505     |
| 1998 | 2.723.481     |
| 2017 | 3.893.672     |